# Acuerdo de Bonn
El Acuerdo de Bonn (oficialmente Acuerdo sobre Arreglos Provisionales en Afganistán Pendiente del Restablecimiento de Instituciones Gubernamentales Permanentes) fue la serie inicial de acuerdos aprobados el 5 de diciembre de 2001 y tenía la intención de recrear el Estado de Afganistán luego de la invasión estadounidense de Afganistán, en respuesta a los atentados del 11 de septiembre de 2001. Debido a que desde 1979 no existió un gobierno electo o de consenso debido a los diferentes conflictos bélicos (invasión de la URSS a Afganistán, la Guerra civil afgana y el posterior establecimiento del  Régimen Talibán) fue necesario tener un período de transición antes de que se estableciera un gobierno permanente. Un gobierno acordado a nivel nacional requeriría que se convocara al menos una loya jirga, sin embargo, en ausencia de la ley y el orden a raíz de la rápida victoria de las fuerzas estadounidenses y afganas de la Alianza del Norte, fue necesario  medidas inmediatas.

## Visión general
En diciembre de 2001, 25 afganos prominentes se reunieron bajos los auspicios de la ONU en Bonn, Alemania, para decidir un plan para gobernar el país (ver la lista de signatarios en la Conferencia internacional sobre Afganistán, Bonn (2001)). Al invitar a los señores de la guerra lo capaces de interrumpir el proceso de construcción del estado, se promulgó una estrategia de "gran carpa" (en referencia a la Loya Jirga) para incorporar al proceso, en lugar de alienar, a estos actores no estatales en la centralización del estado afgano.  Como resultado, la Autoridad Provisional Afgana (conformada por 30 miembros, encabezada por un presidente) se inauguró el 22 de diciembre de 2001 con un mandato de seis meses seguido de una Administración de transición afgana de dos años, con la determinación que se celebrarían elecciones generales.
Una de las secciones del Acuerdo de Bonn preveía el establecimiento de una fuerza internacional de asistencia para la seguridad. Posteriormente la resolución 1386 del Consejo de Seguridad de las Naciones Unidas estableció la Fuerza Internacional de Asistencia para la Seguridad (ISAF).

## Construcción del Estado afgano
A partir de la caída del Régimen Talibán en 2001, el Acuerdo de Bonn sentó las bases para los esfuerzos de construcción del estado respaldados por Estados Unidos y la OTAN en Afganistán. El acuerdo buscaba establecer una nueva constitución, un poder judicial independiente, elecciones libres, un sistema de seguridad centralizado y la protección de los derechos de las mujeres y también de las minorías, como los grupos religiosos y étnicos. Este modelo para la construcción del estado en Afganistán se basó en un "modelo maximalista de reconstrucción post conflicto" que surgió en la década de 1990, luego de intervenciones internacionales en los Balcanes, África subsahariana y Timor Oriental.
El Acuerdo de Bonn proporcionó un marco para la constitución posterior que se estableció en 2004 y las elecciones presidenciales y parlamentarias que siguieron ese mismo año. Hizo hincapié en la necesidad de instituciones gubernamentales fuertes y centralizadas y no tuvo en cuenta la historia cultural y política del estado, ya que el país había dependido previamente de estructuras de poder regionales e informales para brindar seguridad y servicios.
La hoja de ruta para la construcción del estado que fue creada por el Acuerdo de Bonn fue un modelo inapropiado para el caso afgano, y luego condujo a una serie de problemas, incluida la corrupción e incompetencia del gobierno. Dado que el Acuerdo de Bonn no proporcionó poderes compartidos dentro del gobierno de Afganistán, generó una guerra interna entre dos de las "redes de élite" del país, la Alianza del Norte y las facciónes Pastúnes. Como resultado, la Alianza del Norte ocupó la mayoría de los puestos del gabinete en el nuevo gobierno de Afganistán y tenía una gran capacidad de toma de decisiones. Este sesgo en el poder político y las abundantes rivalidades dentro del gabinete se observó en un informe inicial del Banco Mundial que decía: “incluso dentro del gobierno central, las divisiones y rivalidades políticas actuales hacen imposible cualquier consenso significativo incluso sobre los elementos de política clave de un programa integral de reforma administrativa"” Los fracasos posteriores del estado afgano, incluida la incapacidad de proporcionar servicios básicos de seguridad y sociales, se derivaron del "modelo de reconstrucción excesivamente ambicioso" creado por el Acuerdo de Bonn, así como de desafíos prácticos sobre el terreno.  Después de este evento, el gobierno afgano adoptó un estilo más informal en los asuntos públicos y la forma de realizar pactos y de Bróker. Como resultado, el Acuerdo de Bonn puede verse un gran revés en el desarrollo de Afganistán en el estado y sus climas políticos.

## Constitución de Afganistán
En virtud del Acuerdo de Bonn, la Comisión de Constitución de Afganistán se estableció para redactar una nueva constitución en consulta con el pueblo. El Acuerdo de Bonn exigía que se convocara una Loya jirga de 2002 dentro de los 18 meses posteriores al establecimiento de la Autoridad de Transición y el uso de la constitución de 1964 como base para una nueva constitución. La constitución había sido adoptada por la Loya jirga de 2003 el 4 de enero de 2004.

## Sistema legal y Poder Judicial
El Acuerdo de Bonn exige una comisión judicial para reconstruir el sistema de justicia de acuerdo con los principios islámicos, estándares internacionales, el estado de derecho y las tradiciones jurídicas afganas. De la misma manera, el acuerdo exigía el establecimiento de una Corte Suprema de Justicia de Afganistán.